# Pārā Qeshlāq
Pārā Qeshlāq (persiska: پارا قشلاق) är en ort i Iran.   Den ligger i provinsen Ardabil, i den nordvästra delen av landet, 500 km nordväst om huvudstaden Teheran. Pārā Qeshlāq ligger 35 meter över havet och antalet invånare är 511.
Terrängen runt Pārā Qeshlāq är platt. Runt Pārā Qeshlāq är det ganska tätbefolkat, med 93 invånare per kvadratkilometer. Närmaste större samhälle är Pārsābād, 7,0 km väster om Pārā Qeshlāq. Trakten runt Pārā Qeshlāq består till största delen av jordbruksmark.